# Эвкалипт левопиненовый
Эвкали́пт левопине́новый (лат. Eucalyptus laevopinea) — вечнозеленое дерево, вид рода Эвкалипт (Eucalyptus) семейства Миртовые (Myrtaceae).

## Ботаническое описание
Эвкалипт левопиненовый — дерево до 40 м в высоту с лигнотубером. У растения грубая, толстая, жилистая, сероватая кора на стволе и более крупных ветвях, которая постепенно переходит кверху в гладкую беловатую кору. Молодые растения и поросли имеют листья от копьевидных до яйцевидных, более бледные на нижней поверхности, 30-120 мм в длину и 10-40 мм в ширину. Зрелые листья от ланцетовидных до изогнутых, одинакового оттенка глянцево-зелёного цвета с обеих сторон, 70-200 мм в длину и 14-40 мм в ширину, черешок 10-23 мм в длину. Цветочные почки расположены в пазухах листьев группами по семь, девять или одиннадцать на неразветвлённом цветоносе длиной 6-17 мм, отдельные бутоны на цветоножках длиной 2-5 мм. Зрелые почки имеют овальную форму, 5-7 мм в длину и около 4 мм в ширину с округлой, конической или остроконечной калиптрой. Цветёт с января по апрель или с июля по сентябрь, цветки белые. Плод — древесная полусферическая или укороченная сферическая коробочка длиной 4-9 мм и шириной 7-15 мм со створками на уровне края или слегка выступающими.

## Распространение и экология
В природе ареал вида охватывает восточную часть Австралии — среднюю и северную части плоскогорья Нового Южного Уэльса.
Отличается средней морозостойкостью. Растения выдерживают кратковременное понижение температуры до −10… −8 °C без повреждений, при продолжительных морозах такой же силы отмерзают до корня.
Хорошо растёт на галечно-каменистых и глинистых почвах. В этих условиях за 10 лет достигает высоты в 15—20 м, при диаметре ствола 20—25 см.

## Значение и применение
Древесина светлая, с отчетливыми слоями, твердая и очень прочная; используется в строительстве.

## Таксономия
Вид Эвкалипт левопиненовый входит в род Эвкалипт (Eucalyptus) подсемейства Миртовые (Myrtoideae) семейства Миртовые (Myrtaceae) порядка Миртоцветные (Myrtales).
|  |                                      |  |                                                             |                                                             |                    |  | ещё 13 семейств (согласно Системе APG II) | ещё 13 семейств (согласно Системе APG II)    |                                              |  |  |  | ещё 130 родов       | ещё 130 родов              |  |  |
|  |                                      |  |                                                             |                                                             |                    |  | ещё 13 семейств (согласно Системе APG II) | ещё 13 семейств (согласно Системе APG II)    |                                              |  |  |  | ещё 130 родов       | ещё 130 родов              |  |  |
|  |                                      |  |                                                             | порядок Миртоцветные                                        |                    |  |                                           |                                              | подсемейство Миртовые                        |  |  |  |                     | вид Эвкалипт левопиненовый |  |  |
|  |                                      |  |                                                             | порядок Миртоцветные                                        |                    |  |                                           |                                              | подсемейство Миртовые                        |  |  |  |                     | вид Эвкалипт левопиненовый |  |  |
|  | отдел Цветковые, или Покрытосеменные |  |                                                             |                                                             | семейство Миртовые |  |                                           |                                              | род Эвкалипт                                 |  |  |  |                     |                            |  |  |
|  | отдел Цветковые, или Покрытосеменные |  |                                                             |                                                             |                    |  |                                           |                                              |                                              |  |  |  |                     |                            |  |  |
|  |                                      |  | ещё 44 порядка цветковых растений (согласно Системе APG II) | ещё 44 порядка цветковых растений (согласно Системе APG II) |                    |  |                                           | ещё 1 подсемейство (согласно Системе APG II) | ещё 1 подсемейство (согласно Системе APG II) |  |  |  | ещё более 700 видов |                            |  |  |
|  |                                      |  |                                                             | ещё 44 порядка цветковых растений (согласно Системе APG II) |                    |  |                                           |                                              | ещё 1 подсемейство (согласно Системе APG II) |  |  |  |                     |                            |  |  |